# Rentgenowskie układy podwójne
Rentgenowskie układy podwójne – klasa gwiazd podwójnych charakteryzujących się silną emisją promieniowania w zakresie rentgenowskim. Układ tworzy gwiazda zwarta - czarna dziura lub gwiazda neutronowa oraz towarzysz - gwiazda ciągu głównego. Emisja rentgenowska powstaje w wyniku opadania materii, czyli jej akrecji na gwiazdę zwartą, o silnym polu grawitacyjnym, co powoduje ogrzanie opadającej materii do wysokich temperatur, rzędu 107 K a nawet wyższych. Znanych jest kilkadziesiąt takich układów w naszej Galaktyce. Najjaśniejszym przedstawicielem tej klasy gwiazd jest źródło Cygnus X-1 (Cyg X-1).

## Klasyfikacja
W bogatej klasie rentgenowskich układów podwójnych istnieją podgrupy obiektów o szczególnych własnościach: mikrokwazary (obiekty z radiowymi dżetami), berstery rentgenowskie (gwiazdy neutronowe wykazujące rozbłyski termojądrowe na powierzchni), pulsary rentgenowskie (gwiazdy neutronowe o silnych polach magnetycznych). Są również bardziej systematyczne próby klasyfikowania tych układów, w zależności od:
- masy towarzysza
- zmienności.

## Z punktu widzenia masy towarzysza
Układy rentgenowskie dzielone są na małomasywne układy rentgenowskie i masywne układy rentgenowskie. W małomasywnych układach rentgenowskich dawcą masy jest gwiazda ciągu głównego późnego typu widmowego, o stosunkowo niewielkiej masie, wypełniająca powierzchnię Roche'a. Układy te zatem należą do kategorii układów półrozdzielonych. Materia z powierzchni gwiazdy - dawcy wypływa stosunkowo wąską strugą w okolicach wewnętrznego punktu Lagrange'a L1.
W układach masywnych dawcą masy jest gwiazda masywna, wczesnego typu widmowego, charakteryzująca się silnym wiatrem gwiazdowym. Część tego wiatru zostaje grawitacyjnie przechwycona przez zwartego towarzysza. Układy te są zatem układami rozdzielonymi, choć często gwiazda - dawca jest bliska warunkowi wypełnienia powierzchni Roche'a, a wypływający wiatr jest zogniskowany w kierunku towarzysza.

## Z punktu widzenia zmienności
Układy rentgenowskie z punktu widzenia zmienności dzielone są na źródła stałe oraz źródła przejściowe. Źródła stałe nie są stałe w sensie dosłownym, większość układów rentgenowskich charakteryzuje silna zmienność, ale są stale widoczne na niebie. Natomiast źródła przejściowe pojawiają się jako jasne obiekty na niebie rentgenowskim, a następnie ich jasność spada o wiele rzędów wielkości.

## Widma energetyczne a zmienność układów rentgenowskich
Małomasywne układy rentgenowskie z gwiazdami neutronowymi dzielą się na dwie kategorie pod względem zmienności ich widma energetycznego. Podział ten obrazują przejścia danego źródła na rentgenowskim diagramie kolor-kolor, gdzie na osi poziomej i pionowej oznacza się względny udział odpowiednio miękkiego i twardego promieniowania rentgenowskiego w emisji źródła.
Obiekty typu Z zakreślają na diagramie ślad o kształcie tej litery, której trzy części odpowiadają trzem stanom widmowym źródła.
Parametrem fizycznym odpowiadającym za te przejścia jest najprawdopodobniej zmieniające się tempo akrecji materii i interakcja między dyskiem akrecyjnym a magnetosferą gwiazdy
(van der Klis, 1989, Annual Reviews of Astronomy and Astrophysics, 27, 517). Do źródeł typu Z należy Sco X-1.
Obiekty typu Atoll zakreślają na diagramie kolor-kolor kształt litery C (tzw. banan) w stanie miękkim, a okresowo przebywają w stanie twardym na tzw. wyspie, znajdującej się w prawym górnym rogu diagramu. Średnio są one nieco słabsze od źródeł typu Z. Ważną rolę w ewolucji tych źródeł odgrywa emisja z gorącej warstwy znajdującej się na granicy pomiędzy dyskiem akrecyjnym a powierzchnią gwiazdy neutronowej (Done, Gierliński i Kubota, 2007, Annual Reviews of Astronomy and Astrophysics, 15, 1). Wśród tych obiektów znajduje się wiele bersterów rentgenowskich.
Układy rentgenowskie z czarnymi dziurami również wykazują szereg odrębnych stanów widmowych: twardy, pośredni, miękki, bardzo miękki. Za ich zmiany odpowiada prawdopodobnie zmieniająca się geometria dysku akrecyjnego i gorącego ośrodka produkującego twarde promieniowanie X, która towarzyszy zmianom tempa akrecji. W tym sensie układy z czarnymi dziurami podobne są do źródeł typu Atoll.
Inną charakterystyczną cechą układów rentgenowskich jest występowanie oscylacji kwaziperiodycznych.